# Pristimantis phragmipleuron
Pristimantis phragmipleuron là một loài động vật lưỡng cư trong họ Strabomantidae, thuộc bộ Anura. Loài này được Rivero & Serna mô tả khoa học đầu tiên năm 1988.